# 三趾心颅跳鼠
三趾心颅跳鼠（学名：Salpingotus kozlovi）为跳鼠科三趾心颅跳鼠属的动物。分布于蒙古和中国大陆甘肃、内蒙古、宁夏、新疆（天山以南地区）等地，多生活于琐琐属、怪柳属丛生沙丘。该物种的模式产地在蒙古戈壁。